# Massageten

Oostelijk de Massageten, zoals Herodotus de wereld in de 5e eeuw v.Chr. voor zich zag

De Massageten waren een Centraal Aziatisch Indo-Iraans  ruitervolk uit de Oudheid dat leefde in het gebied ten oosten van de Kaspische Zee. Ze zijn vooral bekend via het werk van Herodotus. Hun levenswijze was vergelijkbaar met die van de Scythen.
Cyrus II, koning van het Perzische Rijk, sneuvelde toen hij de Massageten wilde onderwerpen in 530 voor Christus. Zij stonden toen onder het bevel van een koningin, Tomyris. In een eerste treffen was Cyrus nog aan de winnende hand en Tomyris' zoon Spargapises werd bij dit treffen gevangen genomen. De Massageten namen echter wraak en brachten het Perzische leger een zware nederlaag toe. Cyrus bevond zich onder de gesneuvelden. Tomyris zocht en vond zijn lijk op het slagveld en doopte zijn afgehakte hoofd in bloed.
Ammianus Marcellinus beschouwde de Alanen als de afstammelingen van de Massageten.